# Pierre Bonvin
Pierre Bonvin (* 3. Juli 1950 in Paris) ist ein ehemaliger französischer Leichtathlet, der sich auf den Sprint spezialisiert hat. Seinen größten Erfolg feierte er mit dem Gewinn der Silbermedaille in der 4-mal-392-Meter-Staffel bei den Halleneuropameisterschaften 1974 in Göteborg.

## Sportliche Laufbahn
Erste internationale Erfahrungen sammelte Pierre Bonvin vermutlich im Jahr 1973, als er bei der Sommer-Universiade in Moskau mit der französischen 4-mal-400-Meter-Staffel in 3:06,54 min den vierten Platz belegte. Im Jahr darauf gewann er bei den Halleneuropameisterschaften in Göteborg mit der 4-mal-392-Meter-Staffel in 3:05,46 min gemeinsam mit Patrick Salvador, Roger Velasquez und Lionel Malingre die Silbermedaille hinter dem schwedischen Team. Daraufhin trat er nicht mehr international in Erscheinung. 